# Hot Dance Airplay
Hot Dance Airplay är en lista av Billboard för elektronisk dansmusik, vilken funnits sedan 17 oktober 2003. Listan är inte tillgänglig på Billboard.com, utan kan bara ses via en prenumeration på Billboard.biz.